# María José Pueyo Bergua
María José Pueyo Bergua (Jaca, 16 de marzo de 1970) es una deportista española que compite en atletismo. Su especialidad es la maratón. 

## Biografía
Pueyo se diplomó en Magisterio en la especialidad de Educación física por la Universidad de León en 1993. Posteriormente, en 2013, se licenció en Ciencias de la Actividad Física y del Deporte en la Facultad de Huesca que pertenece a la Universidad de Zaragoza. Además, se ha formado como quiromasajista deportiva en la escuela AENTA. Actualmente, prepara su tesis doctoral sobre el "CIclo menstrual de la mujer y la alta competición".
Participa en charlas de temática deportiva, tanto con estudiantes como con público en general, en colaboración con la Facultad de Ciencias de la Actividad Física y el Deporte (Huesca) de la Universidad de Zaragoza, y otras entidades aragonesas como Ibercaja.

## Trayectoria deportiva
Pueyo comenzó a practicar de forma competitiva en carreras populares a los 28 años. Ha sido internacional entre los años 2005 y 2008, comenzó en Almería durante los Juegos del Mediterranéo de 2005. Al año siguiente, participó en el Campeonato Europeo de Atletismo de 2006 disputado en Góteborg. Después, participó en los Juegos Olímpicos de Pekín 2008 en la prueba de la maratón clasificándose en el puesto 64 con una marca de 2h48´´01".
En los años 2005, en Vitoria y 2008, en Valencia, fue la ganadora del Campeonato de España de Maratón. En 2010, se impuso con la primera posición y mejor marca en Elche en la 38 Medio Maratón, Después, consiguió la primera posición en la Carrera Popular del Pilar en 2011 y en 2014.
Entrena corredores MJP, y fue coach y capitana del equipo de Aragón en la subida al volcán Chimborazo en Ecuador en 2016. Pueyo es colaboradora del programa El Futbolín de Aragón TV.
En 2020, el Club de Atletismo Barbastro (CAB) le rindió homenaje en la 28 edición de la medio maratón Ruta Vino del Somontano.

## Reconocimientos
- Mejor deportista aragonesa del año 2005 en la gala del Deporte organizada por el Gobierno de Aragón.
- Campeona de media maratón por clubes en 2005.
- Doble campeona de España de maratón 2005 y 2008.
- Mejor deportista de la Provincia de Huesca de 2008.[10]
- Campeona de España de diez kilómetros en ruta en 2009 y 2012.
- Podio y primer puesto en la Carrera de la Mujer de Zaragoza en 2020, con un tiempo de 18´ y 29´´.[11]
- Campeona de Europa Master en Ruta en 2020.